# Jibert
Jibert là một xã thuộc hạt Brașov, România. Dân số thời điểm năm 2002 là 2535 người.